# Magdalena Sanga
Magdalena Sanga (zm. 10 września 1622 na wzgórzu Nishizaka w Nagasaki) – błogosławiona Kościoła katolickiego, japońska męczennica, ofiara prześladowań antykatolickich w Japonii.
W Japonii w okresie Edo (XVII w.) doszło do prześladowań chrześcijan. Mąż Magdaleny Sanga Antoni jako katechista pomagał w działalności ewangelizacyjnej jezuickim misjonarzom w Japonii. Zarówno Magdalena, jak i jej mąż należeli do Bractwa Różańcowego. Z powodu wyznawanej wiary Magdalena Sanga została ścięta, a jej mąż spalony żywcem 10 września 1622 na wzgórzu Nishizaka w Nagasaki.
Została beatyfikowana razem z mężem w grupie 205 męczenników japońskich przez Piusa IX w dniu 7 lipca 1867 (dokument datowany jest 7 maja 1867).
Dniem jej wspomnienia jest 10 września (w grupie 205 męczenników japońskich).